# Smiley (Saskatchewan)
Smiley es un pueblo canadiense situado en la provincia de Saskatchewan.

## Superficie
Smiley tiene una superficie de 0,62 km².

## Demografía
En 2021, tenía 25 habitantes, una densidad poblacional de 40,1 hab./km², y 17 viviendas.